# Gestüt Đakovo
Das Gestüt Đakovo (kroatisch Ergela Đakovo) ist ein kroatischer staatlicher landwirtschaftlicher Betrieb in der Stadt Đakovo, Gespanschaft Osijek-Baranja. Es wurde erstmals 1239 und 1244 urkundlich erwähnt, aber offiziell im Jahr 1506 gegründet, als  Bischof Mijo Mesarić „ein Gestüt mit 90 arabischen Pferden besaß“. Heute erstreckt sich die gesamte Gestütsanlage in der Stadt Đakovo mit Umgebung auf einer Fläche von etwa 320 Hektar und umfasst insgesamt rund 160 Pferde.

## Geschichte
Das Gestüt wurde ursprünglich von römisch-katholischen bosnisch-syrmischen Bischöfen gegründet, die Ländereien in Đakovo besaßen, die von Coloman, König von Halitsch und Herzog von Slawonien, im Jahre 1239 gewährt wurden. Diese Urkunde wurde durch eine weitere Urkunde bestätigt, die 1244 vom Kroatisch-Ungarischen-König Bela IV (III) ausgestellt wurde.
Aus dem Jahr 1374 stammt ein Dokument, das die Pferdezucht bestätigt, ausgestellt anlässlich der Hochzeit von Tvrtko Kotromanić, Ban von Bosnien (späterer erster König von Bosnien) und Dorothea, Bulgarische Prinzessin, die in Đakovo stattfand.
Als Gründungsjahr des Gestüts gilt jedoch das Jahr 1506, da das Wort „Gestüt“ in einem Dokument erwähnt wird, wonach der Bischof Mijo Mesarić 90 Araberpferde besaß. 1524 stieg die Zahl der Pferde auf 130, aber bald verschwand alles in einer Katastrophe. Der Bischof und die meisten seiner Pferde wurden 1526 in der Schlacht von Mohács getötet. In sehr kurzer Zeit danach eroberten die Osmanen das Gestüt und das ganze Gebiet von Đakovo.
Während des Großen Türkischen Krieges, 1687 wurde Đakovo  von den Osmanen befreit und das Gestüt bald wieder aufgebaut. Bischof Đuro Patačić kaufte 1706 neue Hengste und Stuten, um die Pferdezucht für militärische Zwecke im Grenzgebiet Slawonische Militärgrenze zu ermöglichen. Im Jahr 1719 gab es im Gestüt insgesamt 375 Pferde, als Bischof Petar Bakić 30 neue arabische Pferde kaufte.
Zu Beginn des 19. Jahrhunderts begann die Einführung der Lipizzanerzucht in Đakovo, als 1806 die ersten Pferde, wegen des Krieges gegen Napoleon, aus Lipica gebracht wurden. In der zweiten Hälfte des 19. Jahrhunderts, als Josip Juraj Strossmayer Bischof von Đakovo wurde, waren Lipizzaner die einzige Rasse, die im Gestüt Đakovo gehalten wurde. 1900 besaß das Gestüt 288 Pferde und 1912 ließ Bischof Ivan Krapac ein Nebengestüt in Ivandvor bauen.
Nach dem Zweiten Weltkrieg war das Gestüt Teil des PIK Đakovo (Agro-industrielles Kombinat), einer sozialistischen Wirtschaftsorganisation im ehemaligen Jugoslawien, während es heute einen Reiterhof von nationaler Bedeutung für Kroatien darstellt.
2010 wurde es administrativ mit dem Gestüt Lipik verbunden, wo auch meistens Lipizzaner gezüchtet werden.

## Gründungshengste und -stuten
Die Gründungshengstlinien des Gestüts sind Pluto (ab 1765), Conversano (1767), Neapolitano (1770), Maestoso (1773), Favory (1779), Siglavy (1810) und Tulipan (1860). Die Stuten-Entwicklungslinien sind: Allegra, Batosta, Gaetana, Krabbe, Mara, Mima, Montenegra, Munja, Santa, Slavonia, Toplica, Trofetta und Zenta.

## Standorte
Das Gestüt Đakovo betreibt zwei Anlagen. Die erste, die sich in der Stadt Đakovo selbst befindet, ist eine Hengstzuchtstation. Es hält 30 bis 40 Hengste im Laufe des Jahres. Die zweite Anlage befindet sich in Ivandvor, 6,5 Kilometer von Đakovo entfernt, wo etwa 120 Lipizzaner verschiedener Alters- und Geschlechtskategorien leben.

## Galerie

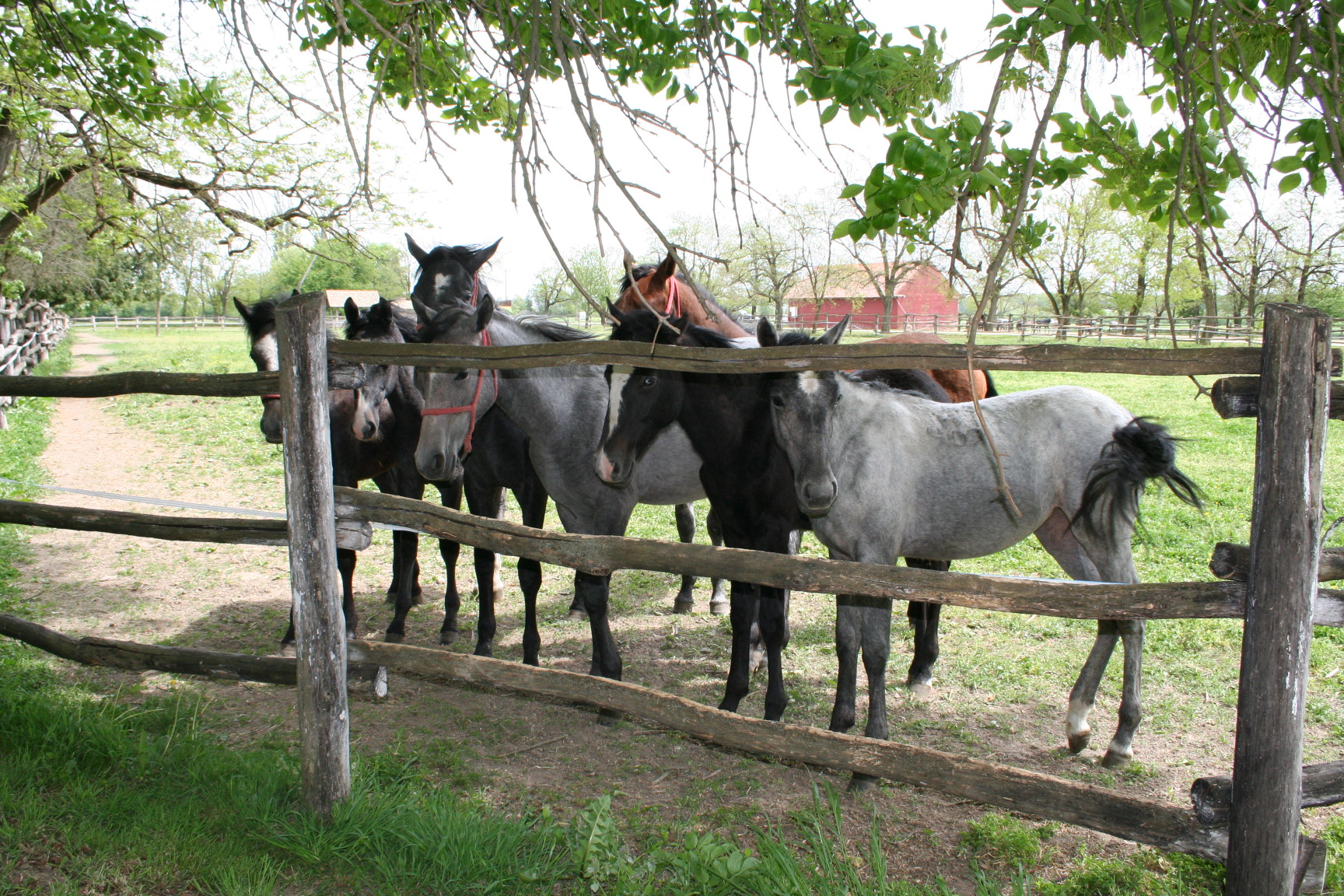
Junge Lipizzaner
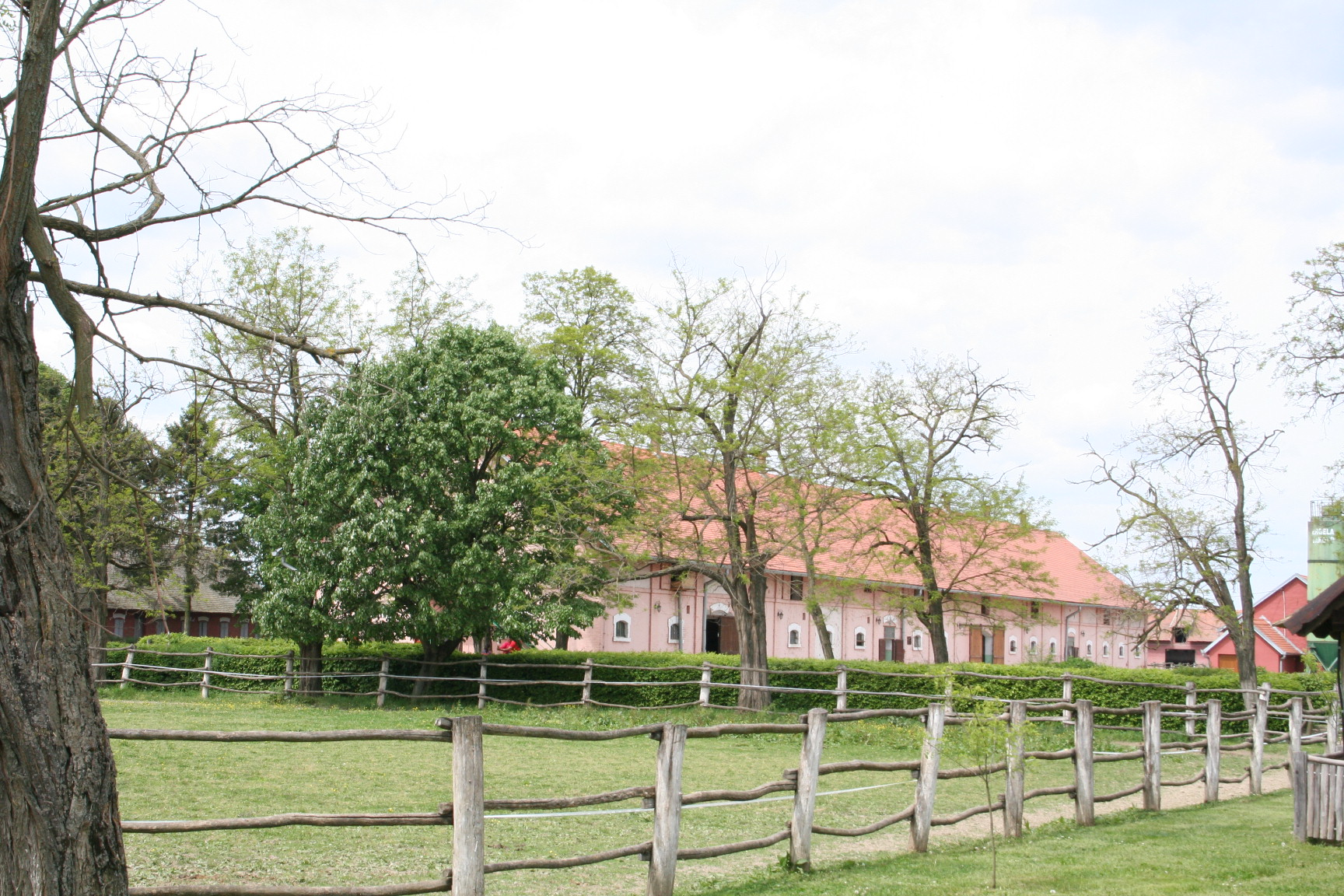
Anlage Ivandvor